# Marija Todorova
Marija N. Todorova (Szófia, 1949 –) bolgár történész, a balkanológia kiemelkedő alakja.

## Élete
A szófiai egyetemen tanult angol nyelvet és történelmet, és itt szerzett PhD-fokozatot. Később több külföldi egyetemen is oktatott, így a törökországi Sabanci Egyetemen, és az Amerikai Egyesült Államokban. Jelenleg a University of Illinois Urbana-Campaign történelem tanszékén tanít.

## Munkássága
Nevéhez fűződik a „balkanizmus” fogalmának bevezetése. Edward Said orientalizmus fogalma alapján azt a gondolatot vetette fel, hogy a nyugati világ a Balkánt valamilyennek elképzeli, ebbe a képbe sok nem reális dolgot projektál, és ezek az elgondolások aztán mintegy valóságként funkcionálnak a közbeszédben és a nyugatiak hozzáállásában a térséghez.
Ezen kivetített képek közé tartozik többek között az a meggyőződés, hogy a Balkán régióban a nemzetiségi kérdés alapvetően átláthatatlan, békés megoldása pedig lehetetlen. Ennek egyik legszemléletesebb példája Lawrence Eagleburger amerikai külügyi államtitkár érvelése az 1990-es évek elején: „Ha ezek az emberek ragaszkodnak ahhoz, hogy egymást gyilkolják oly módon, hogy a külvilág nem léphet közbe anélkül, hogy maga is számottevő áldozatot hozna, akkor én azt mondom: sajnálom, de a gyilkolásnak addig kell folytatódnia, amíg ki nem fárasztják egymást és lesz annyi eszük, hogy maguktól abbahagyják.”
Délkelet-Európa népei részlegesen beépítettek a nyugatról importált „Balkán” képet a saját identitásukba, az irracionális, érthetetlen erők által mozgatott Balkánt, a racionális, kiszámítható Nyugat-Európa ellenpontját. Ugyanakkor nyíltan tulajdonképpen Bulgária az egyetlen ország, amely „Balkán”-ként láttatja magát, itt található Balkán légitársaság, szálloda, étterem stb. A régió többi népe (román, délszláv, görög, albán) sokszor sértőnek érzi magára nézve a Balkán megjelölést.